# Kerlon
Kerlon, właśc. Kerlon Moura Souza (ur. 27 stycznia 1988 w Ipatindze) – brazylijski piłkarz występujący na pozycji ofensywnego pomocnika lub napastnika.

## Statystyki ligowe
| Rozgrywki              | Poziom | Kraj     | Mecze | Bramki |
| ---------------------- | ------ | -------- | ----- | ------ |
| Série A                | I      | Brazylia | 27    | 0      |
| Série B                | II     | Brazylia | 1     | 0      |
| Serie A                | I      | Włochy   | 4     | 0      |
| Maltese Premier League | I      | Malta    | 8     | 2      |
| Fortuna Liga           | I      | Słowacja | 4     | 0      |